# La Frontera, Cuenca
La Frontera, Cuence là một đô thị trong tỉnh Cuenca, cộng đồng tự trị Castile-La Mancha Tây Ban Nha. Đô thị này có diện tích là 34,57 ki-lô-mét vuông, dân số năm 2009 là 178 người với mật độ 5,15 người/km². Đô thị này có cự ly 52 km so với tỉnh lỵ Cuenca.